# Ampul·la del conducte semicircular
En l'ampul·la, que és la porció dilatada de cada conducte semicircular, hi ha una petita protuberància, la cresta. Cada cresta conté un grup de cèl·lules ciliades i de suport cobertes per una petita massa de material gelatinós, la cúpula.